# Академія Платона
37°59′32″ пн. ш. 23°42′29″ сх. д. / 37.992359° пн. ш. 23.708059° сх. д.
Академія Платона — давньогрецька філософська школа, заснована бл. 387 до н. е. Платоном поблизу Афін. Спираючись на об'єктивний ідеалізм Платона, боролася проти античного матеріалізму.

## Історія
Після прибуття Платона на Сицілію його доля склалася погано. Внаслідок певних інтриг, Платона було продано в рабство. Викупив його купець Аннікерид за 20–30 мін, відпустивши Платона на волю. Наближені до Платона зібрали гроші і хотіли повернути купцю його гроші, але той відмовився. На ці гроші Платон і заснував академію.
Академія була заcнована близько 387 р. до н. е.
Історію Платонівської академії умовно поділяють на 5 періодів, що різняться переважаючим впливом певних ідеалістичних вчень.
- 1-ша (Стародавня) академія була під впливом піфагореїзму, сприяла розвитку математики і астрономії;
- 2-га (Середня) - при Аркесілаї - скептицизму,
- 3-тя (Нова) — античного скептицизму,
- 4-та — еклектичного платонізму,
- 5-та —  неоплатонізму.

З 4—5 ст. історія Академії Платона пов'язана з неоплатонізмом. Академія була ліквідована 529 року імператором Юстиніаном.
В епоху Відродження під назвою «платонівської» у Флоренції існувала (1459—1521) філософська академія, яка з позицій платонізму боролася проти схоластизованого вчення Арістотеля, перекладала і коментувала твори Платона.

## Див. також

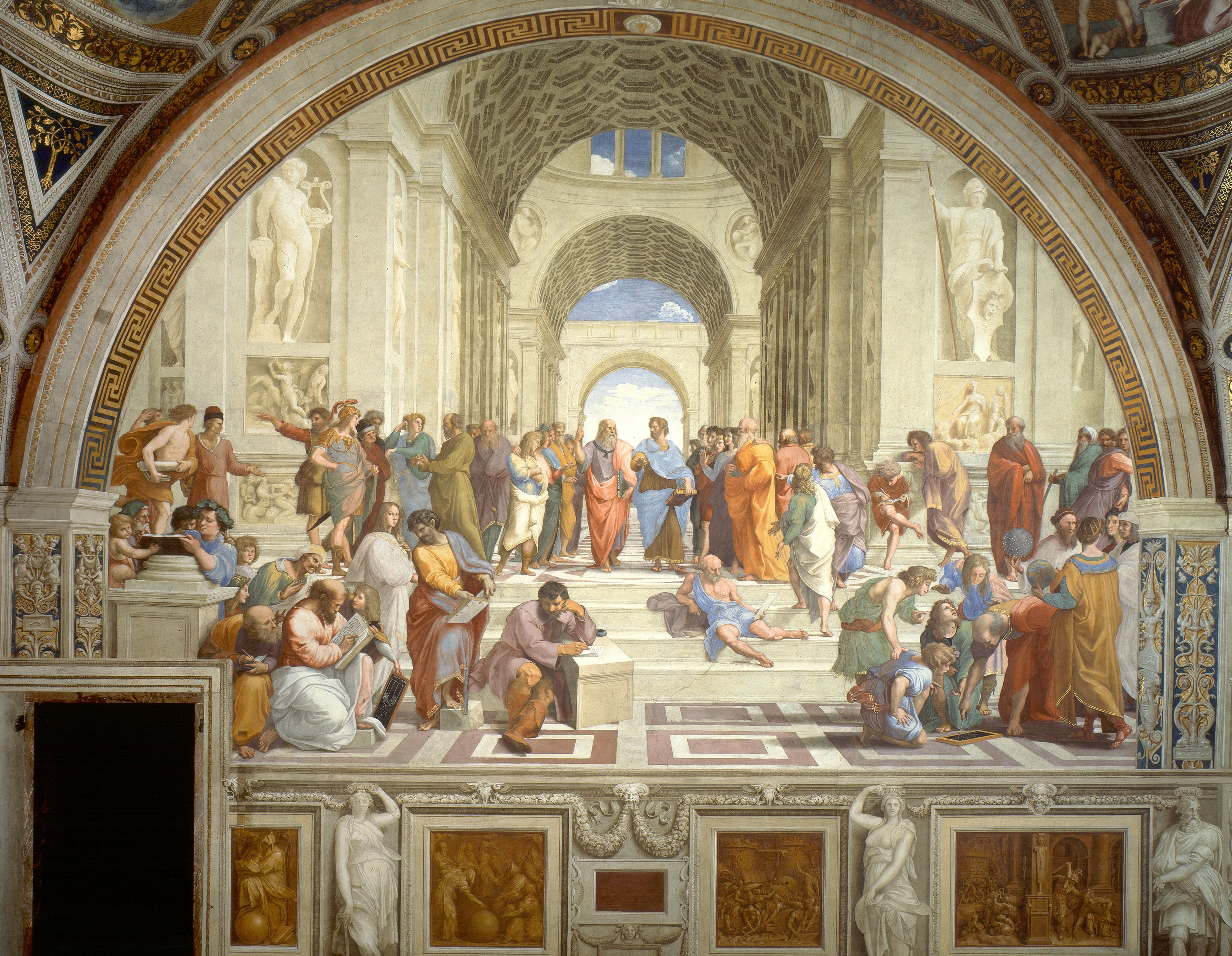
Афінська академія Платона, Рафаель, фреска Апостольського палацу, Ватикан